# 算盘竹
算盘竹（学名：Indosasa glabrata）为禾本科大节竹属下的一个种。